# 滋野站
滋野站（日语：／ Shigeno eki */?）是位於長野縣東御市滋野乙，屬於信濃鐵道的信濃鐵道線車站。

## 歷史
- 1923年（大正12年）10月1日 - 官設鐵道信越線開設此站[1]。
- 1987年（昭和62年）4月1日 - 伴隨國鐵分割民營化，車站由東日本旅客鐵道（JR東日本）營運[2]。
- 1997年（平成9年）10月1日 - 隨著北陸新幹線啟用，JR東日本車站由信濃鐵道接管。
- 2002年（平成14年）4月1日 - 車站業務委托了滋野松葉的士負責[1]。

## 車站構造

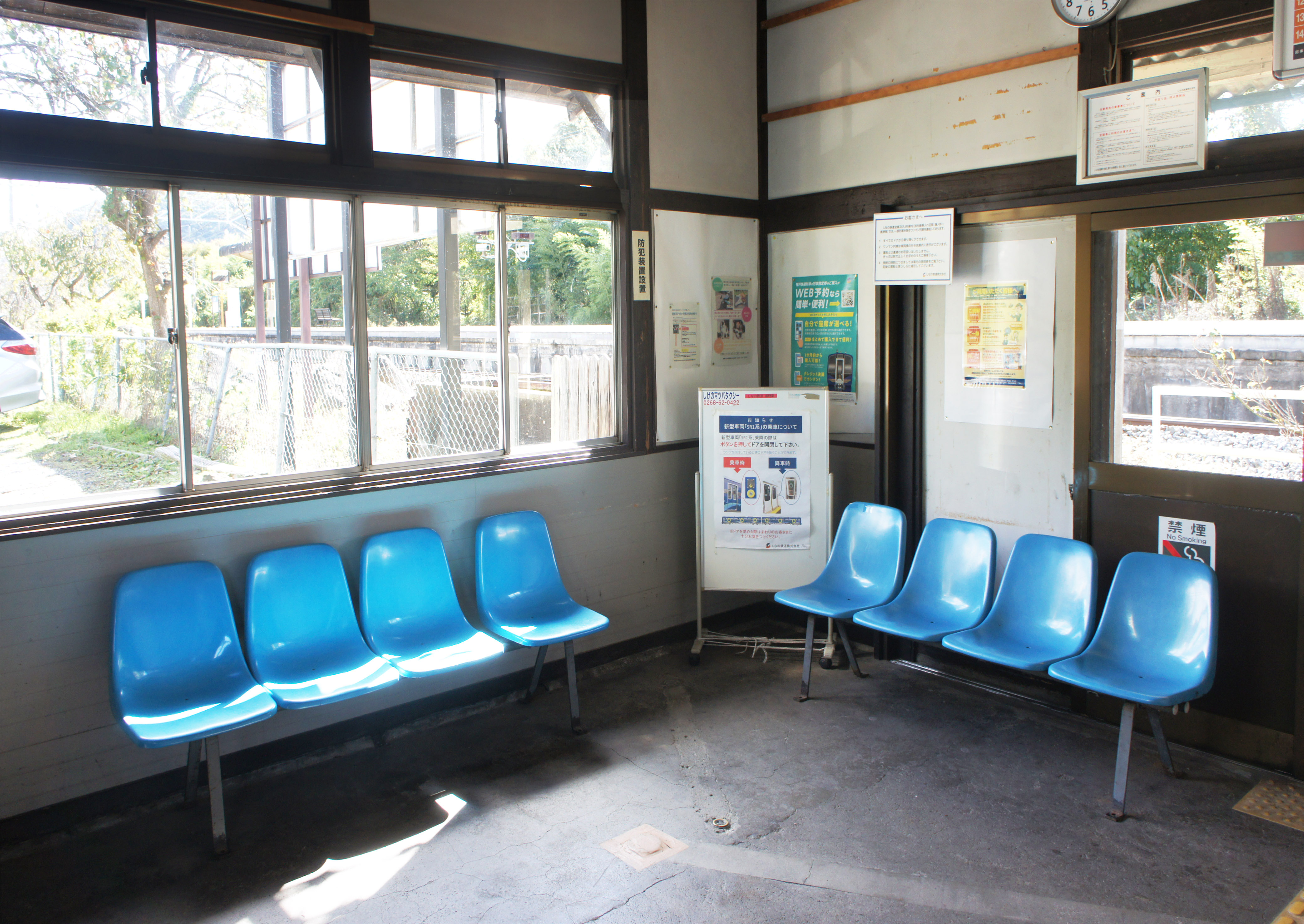
候車室（2021年10月）
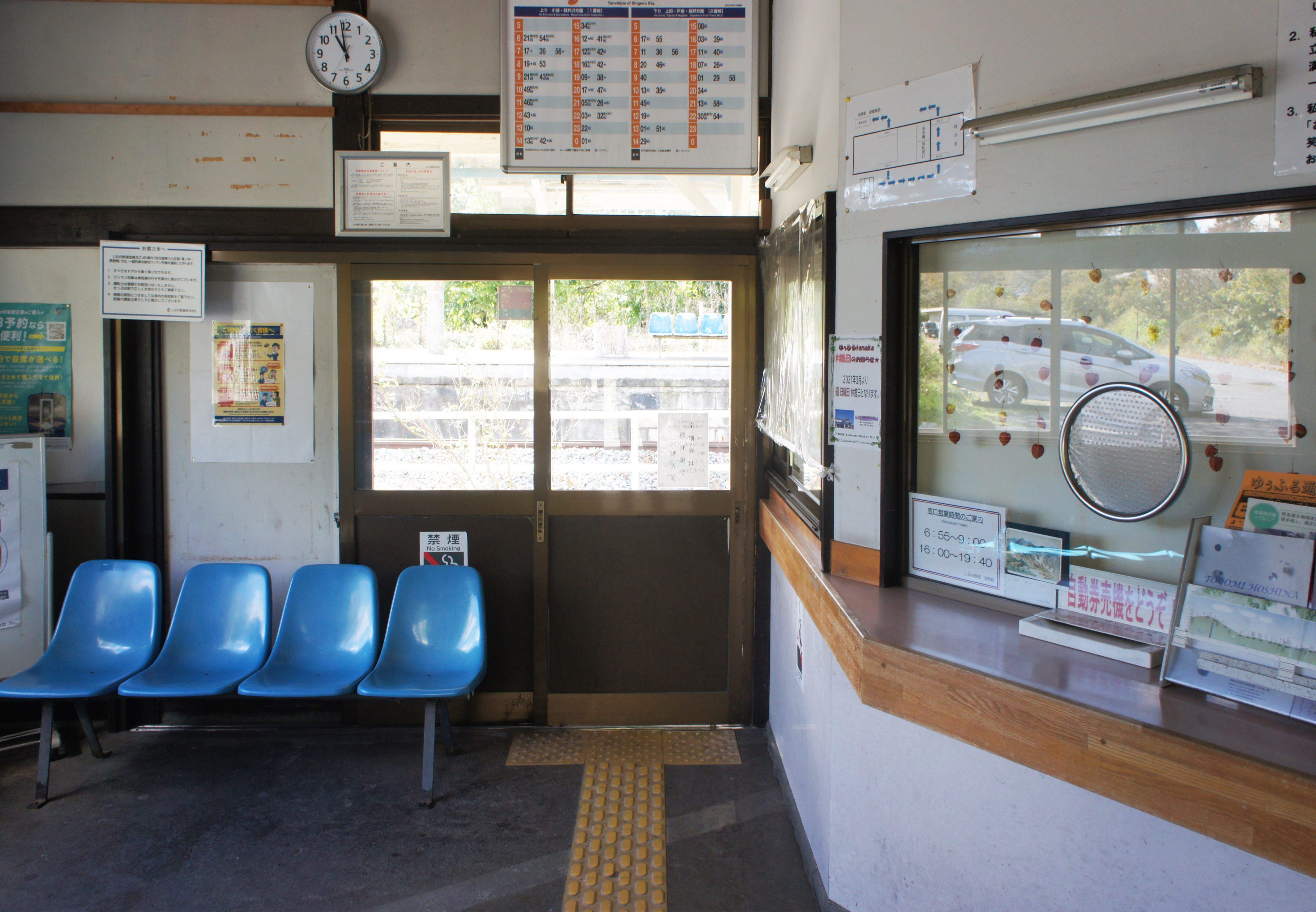
驗票口（2021年10月）
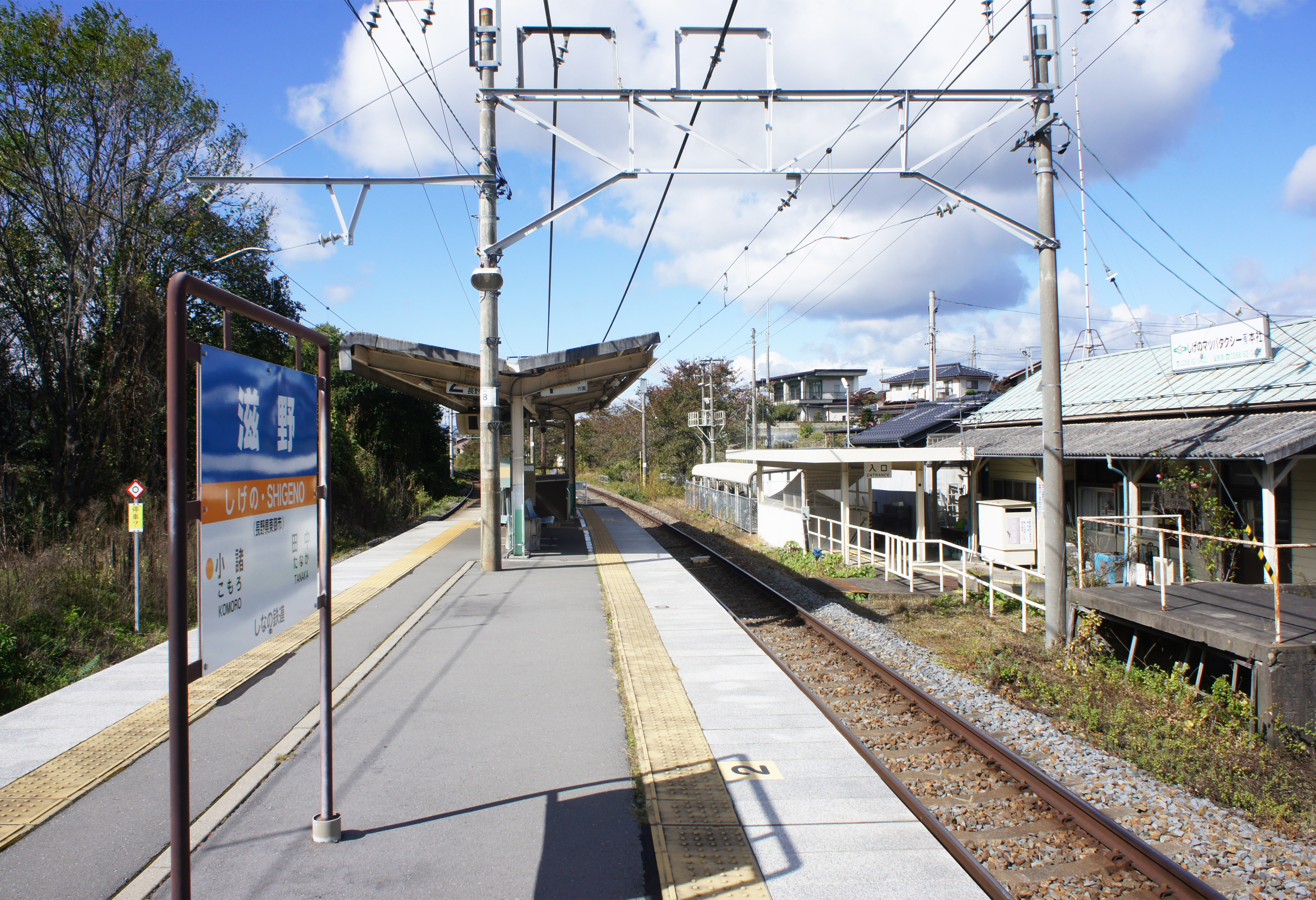
月台（2021年10月）

本站是地面車站，設有1面2線島式月台。本站也是簡易委託車站，並委托滋野松葉計程車負責車站業務。本站過去設有乘車站證明票發行票，自從引入簡易售票機後便撤走。隨後本站隨著北信濃線啟用引入了新型自動售票機。新型自動售票機可售賣定期票。窗口業務在營業時間內可購買部分企劃車票，但無法購買定期票。而本站候車室形狀呈L字狀，在冬天會設有火爐。

### 月台
| 月台 | 路線        | 上下行 | 方向             |
| ---- | ----------- | ------ | ---------------- |
| 1    | ■信濃鐵道線 | 上行   | 小諸、輕井澤方向 |
| 2    | ■信濃鐵道線 | 下行   | 長野方向         |

## 使用狀況
以下為近年乘車人次變化：
| 乘車人次變化 | 乘車人次變化     | 乘車人次變化 |
| 年度         | 1日平均 乘車人次 |              |
| ------------ | ---------------- | ------------ |
| 2001         | 505              |              |
| 2002         | 516              |              |
| 2003         | 488              |              |
| 2004         | 448              |              |
| 2005         | 424              |              |
| 2006         | 432              |              |
| 2007         | 417              |              |
| 2008         | 413              |              |
| 2009         | 375              |              |
| 2010         | 373              |              |
| 2011         | 380              |              |
| 2012         | 386              |              |
| 2013         | 390              |              |
| 2014         | 344              |              |
| 2015         | 362              |              |
| 2016         | 365              |              |
| 2017         | 384              |              |

## 車站周辺
- 千曲川
- 滋野郵局
- 羽毛田工業團地
- 御牧工程（日语：ミマキエンジニアリング）
- 日信工業（日语：日信工業）
- 牧家巴士站（千曲巴士（日语：千曲バス））步行約10分鐘，在國道18號上。
- 松本清（日语：マツモトキヨシ甲信越販売）滋野店
- 雷電為右衛門生家[1]
- 道之驛御牧（日语：道の駅みまき）[1]

## 相鄰車站
信濃鐵道
■信濃鐵道線
□快速
通過
■普通
小諸－滋野－田中

## 注腳
1. 1 2 3 4 5 6 7 8 9 10 11 12 13  信濃毎日新聞社出版部. . 信濃毎日新聞社. 2011-07-24: 244. ISBN 9784784071647 （日语）.
2. ↑  《交通年鑑 昭和63年版》交通協力會，1988年3月。
3. ↑  「東御市之統計2018」

## 外部連結
- 滋野站（信濃鐵道） （页面存档备份，存于）（日語）